# Короткова Алла Яківна
Короткова Алла Яківна (3 лютого 1939 року) — український географ-кліматолог, кандидат географічних наук, доцент Київського національного університету імені Тараса Шевченка, професор Київського національного університет культури і мистецтв.

## Біографія
Народилась 3 лютого 1939 року в місті Очакові Миколаївської області. Закінчила у 1964 році географічний факультет Київського університету зі спеціальності «географ-кліматолог». У 1964–1979 роках працювала в Українському науково-дослідному гідрометеорологічному інституті, у відділі агрометеорології. У Київському університеті працювала у 1979–2000 роках з 1979 року асистентом, пізніше старшим викладачем, з 1986 року доцентом на кафедрі фізичної географії, у 1993–2000 доцентом кафедри країнознавства і туризму. Кандидатська дисертація «Тепло- і вологозабезпеченість території України протягом вегетації головних зернових культур» захищена у 1974 році. Читала нормативні та спеціалізовані курси: «Фізична географія материків та океанів», «Екскурсознавство з основами музеєзнавства». Брала участь у відкритті кафедри туризму в Київському інституті туризму, економіки і права. Нині працює в Київський національний університет культури і мистецтв на посаді доцента кафедри міжнародного туризму.

## Нагороди і відзнаки
Ветеран праці. Нагороджена Подякою Київського міського голови.

## Наукові праці
Сфера наукових досліджень: фізична географія материків та океанів, екскурсознавство, музеєзнавство, географія туризму, країнознавство, історія Києва. Автор 70 наукових праць та навчально-методичних публікацій. Основні праці:
1. (рос.) Географическое прогнозирование продуктивности агроландшафтов. — Л., 1983.
2. Прогноз врожайності зернових культур на території України. — К. .
3. Українські пам'ятки в музеях Росії / Тези доповідей VI всеукраїнської конференції з українського краєзнавства. Луцьк, 1993.
4. Організація екскурсійної діяльності. — К., 2006.
5. Екскурсознавство і музеєзнавство: Навчальний посібник. — К., 2007.